# Anna Watkins
Anna Watkins, född den 13 februari 1983 i Leek i Storbritannien, är en brittisk roddare.
Hon tog OS-guld i dubbelsculler i samband med de olympiska roddtävlingarna 2012 i London.